# Хамза Баље
Хамза Баље је политичар горанске националности и некадашњи посланик у Скупштини Косова (2010-2014). Два пута именован за заменика Министра.
Рођен је 13. септембра 1970. године. године у Рестелици. Дипломирани је економиста.
Оснивао је Центар Демократске Уније (ЦДУ). У циљу очувања горанске националне заједнице и заједничког деловања на унапређењу положаја Горе странка је током 2018 интегрисана у Јединствену горанску партију.
Ожењен је, отац троје деце.